# Дело об убийстве в Ниппуре
Дело об убийстве в Ниппуре — известный по источникам древнейший суд присяжных, который состоялся в городе Ниппур в XIX веке до н. э. Протокол судебного процесса был записан клинописью по-шумерски на глиняной табличке. Расшифрован в XX веке Самуэлем Крамером и Торкильдом Якобсеном. Объявленный приговор был, вероятно, юридическим прецедентом для аналогичных дел, так как известны две копии документа.

## Суть дела
| Обвиняемые | Присяжные |
| --- | --- |
| 1. Нанна-сиг, сын Лу-Сина 2. Ку-Энлиль, сын Ку-Нанны, цирюльник 3. Энлиль-Эннам, раб Адда-каллы, садовник 4. Нин-дада, дочь Лу-Нинурты, жена убитого Лу-Инанны | 1. Ур-Гула, сын Лугаль… 2. Дуду, птицелов 3. Али-эллати, чиновник низкого ранга 4. Бузу, сын Лу-Сина 5. Элути, сын… Эа 6. Шешкалла, носильщик [?] 7. Лугаль-кан, садовник 8. Лугаль-азида, сын Син-андуля 9. Шешкалла, сын Шар-… 10. Шу…-лилум… служитель Нинурты 11. Урбар-Син, садовник |

Лу-Инанна, сын Лугаль-апинду, нишакку, храмовой чиновник, был убит. Его убийцы признались об этом жене жертвы — Нин-даде. Она не донесла властям о совершённом преступлении. Дело стало известно царю Исина — Ур-Нинурте, который приказал передать его на рассмотрение собранию граждан Ниппура.

## Приговор
Девять присяжных потребовало смертную казнь для убийц и жены убитого. Служитель Нинурты Шу…-лилум и садовник Урбар-Син высказались в пользу оправдания женщины, так как она не принимала участия в преступлении и не имела веских оснований выдавать преступников правоохранительным органам. В результате только непосредственные убийцы Лу-Инанны были приговорены к смерти.

## Значение документа
Процесс проходил в середине XIX века до н. э. Шумер пал за столетие до него. Правила семитская династия из Исина. Несмотря на это, судебные органы и храмы пользовались шумерским языком, а шумерские традиции в обществе были ещё сильны. Семитская власть адаптировала культурное наследие шумеров к новым политическим реалиям.
Дело об убийстве в Ниппуре, по-видимому, было очень сложным, поэтому царь, ссылаясь на шумерские традиции, передал его собранию в Ниппуре, священном городе шумеров. В серьёзных случаях собрание выполняло роль суда и имело право выносить смертный приговор. Протокол, написанный в ходе процесса, вероятно, был признан в судопроизводстве прецедентом для подобных случаев, так как найдено две копии этого документа. Присяжные Шу…-лилум и Урбар-Син не посчитали Нин-даду виновной, потому что она не принимала участия в убийстве, а её молчание после того, как она узнала о преступлении, не подлежало наказанию.
Протокол дела является старейшим источником, подтверждающим существование в учреждениях древней Месопотамии суда присяжных. Это предположение основывается на двух факторах. Во-первых, одиннадцать выступавших перед судом людей не были названы свидетелями, не являлись анонимными личностями (были записаны их имена, происхождение и профессии), а судьи к ним обращались в ходе процесса. Во-вторых, среди присяжных произошло разделение мнений, и двое выступили в пользу жены убитого.